# Карни, Стивен
Стивен Карни (англ. Stephen Watts Kearny; 30 августа 1794 — 31 октября 1848) — американский военный деятель, бригадный генерал, командовавший крупными американскими силами в военных действиях в течение Американо-мексиканской войны, в частности, на территории Калифорнии.
Родился в Ньюарке, Нью-Джерси, США. Его семья имела ирландские корни, где фамилия его предков звучала как О’Карни. Окончил школу, затем учился в Колумбийском университете с 1811 года, но бросил его после неполных двух лет обучения. С началом Англо-американской войны в 1812 году ушёл на фронт в качестве добровольца. Во время войны неоднократно проявил мужество и вскоре был повышен в звании до капитана. После битвы по Куинстон-Хейтс в течение короткого времени находился в британском плену.
Во время Американо-мексиканской войны был военным губернатором Калифорнии. 31 мая 1847 года он покинул Калифорнию и вернулся в Вашингтон, где был назначен губернатором Веракруса. В Веракрусе Карни заболел лихорадкой и вернулся в Сент-Луис. В сентябре 1848 года он получил временное звание генерал-майора. Он умер в 1848 году в Сент-Луисе, штат Миссури, от тропической лихорадки.
Он был знаменит как «отец американской конницы». Кодекс Карни — закон, который регулировал правительственную политику в отношении калифорнийского населения мексиканского происхождения, — был назван в его честь.